# Ressort de torsion
Pour les articles homonymes, voir Torsion (homonymie).
Le ressort de torsion est un ressort hélicoïdal.
À part la forme spécifique de ses extrémités, ce ressort est identique à un ressort hélicoïdal de traction-compression à très faible angle d'hélice, ou même à un ressort de traction à spires jointives si l'on recherche un certain frottement interne, par exemple pour favoriser l'amortissement de vibrations.

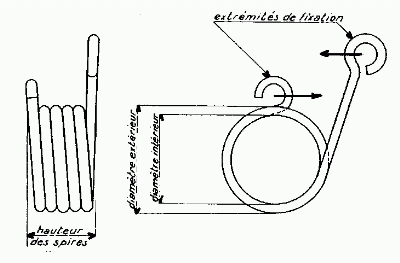

Nous supposerons que notre ressort a des spires non jointives et très peu inclinées (travaillant en flexion presque pure) et que ses extrémités sont encastrées. Si tel n'était pas le cas la précision des formules serait passablement altérée et la répartition des contraintes modifiée dans un sens nettement défavorable. 
Il faut toutefois reconnaître que dans un très grand nombre de mécanismes où les critères de précision sont secondaires, les extrémités sont accrochées ou plus simplement encore appuyées.

## Condition de résistance
C'est en fait la même que pour le ressort spiral, sauf que l'expression du moment d'inertie est différente. Si le fil n'est soumis qu'à la flexion (extrémités encastrées...), le moment est alors identique en tout point et donc :
{\displaystyle \sigma _{maxi}={\frac {C}{\frac {I}{v}}}\leq \sigma _{adm}}
La section du fil peut être quelconque, par exemple carrée ou elliptique. Dans le cas le plus courant d'un fil rond, la formule précédente devient :
{\displaystyle \sigma _{maxi}={\frac {32\,C}{\pi \,d^{3}}}\leq \sigma _{adm}}

## Condition de déformation
L'angle de rotation θ de l'extrémité mobile par rapport à l'extrémité fixe est là encore, au moment d'inertie près, identique à celle du ressort spiral :
{\displaystyle \theta ={\frac {C\,L}{E\,I}}} (cas général)
{\displaystyle \theta ={\frac {64\,C\,L}{\pi \,E\,d^{4}}}} (fil rond)

## Fabrication
La manière de faire est, grosso modo, la même que pour les ressorts hélicoïdaux de traction-compression. C'est bien sûr la forme des extrémités qui est différente. On se reportera donc au chapitre évoqué ci-dessus, en particulier pour les diamètres de fil.
Il est assez facile de « bricoler » des ressorts de torsion en hélice cylindrique mais il faut généralement faire plusieurs essais si l'on veut approcher une valeur précise de la raideur. Le composant de base, que l'on peut trouver dans les bonnes quincailleries ou grandes surfaces, est la corde à piano. Il en existe de différentes sections et de différentes qualités. Pour fabriquer le ressort, on accroche le fil dans le mandrin d'une perceuse mécanique ou d'un tour et on l'enroule autour d'une tige filetée dont le pas est égal ou légèrement supérieur au diamètre du fil. On fait tourner le mandrin dans le sens antihoraire (comme pour dévisser) tout en maintenant fermement le fil avec une pince de manière à le laisser filer « sous contrôle ». Les résultats sont meilleurs si l'on pince le fil entre deux tasseaux de bois dur maintenus, pendant l'enroulement, en appui sur la tige filetée. 
À l'issue de l'opération, le fil se détend, le diamètre d'enroulement augmente et le pas d'enroulement varie aussi, mais dans une moindre mesure. S'il s'agissait de réaliser ainsi un ressort de traction ou de compression, on obtiendrait à peu près n'importe quoi. Pour un ressort de torsion dont le fil travaille en flexion, cela marche assez bien car la raideur dépend essentiellement, pour un diamètre de fil donné, de la longueur totale qui a été enroulée.